# Dolní Životice
Dolní Životice là một làng thuộc huyện Opava, vùng Moravskoslezský, Cộng hòa Séc.